# Scooby-Doo și Pirații Ahoy
Scooby-Doo și Pirații Ahoy (engleză Scooby-Doo! Pirates Ahoy!) este al zecelea din seria de filme direct-pe-video Scooby Doo. A fost realizat în 24 februarie 2006, și a fost produs de Warner Bros., chiar dacă arată un logo Hanna-Barbera la sfârșit. Filmul îi arată pe Scooby Doo și gașca călătorind spre Triunghiul Bermudelor într-o croazieră înfiorătoare și stranie cu fantome, pirați și monștri.

## Premis
Scooby și gașca pleacă într-o croazieră misterioasă prin Triunghiul Bermudelor, dar ceea ce începe ca o serie de farse planificate, se transformă în curând într-un mister real. Pirații fantomă bântuie apele din Triunghiul Bermudelor, în căutarea unei comori neprețuite, iar cineva de la bord ar putea deține secretul locației acesteia. Acum, Scooby și gașca trebuie să elucideze misterul din spatele comorii misterioase, înainte ca pirații să pună mâna pe ea.

## Legături externe
- Scooby-Doo și Pirații Ahoy la Internet Movie Database
- Scooby-Doo și Pirații Ahoy la Allmovie